# American Kennel Club
American Kennel Club (AKC) blev grundlagt i USA i 1884 og svarer til Dansk Kennel Klub i Danmark. Klubben er ikke tilsluttet FCI, men har sit eget system og sine egne racestandarder for de racer den anerkender. Hunderacerne fordeles på 7 grupper og 1 klasse. Der ud over har de stambogføring, kaldet Foundation Stock Service® (FSS), for de hunderacer som endnu ikke anerkendes og har fået en ACK standard. Dette giver disse hunde mulighed for at deltage i officielle konkurrencer som f.eks. lure coursing m.v.

## Grupper og klasse
1. Sporting
2. Hound
3. Working
4. Terrier
5. Toy
6. Non-Sporting
7. Herding
8. Miscellaneous Class
9. Foundation Stock Service (FSS)